# Film pod strasznym tytułem
Film pod strasznym tytułem – polski serial animowany dla dzieci w reżyserii Leszka Marka Gałysza na podstawie scenariusza Jerzego Niemczuka. Powstało 13 dziesięciominutowych odcinków realizowanych w latach 1992–1996 w opracowaniu plastycznym reżysera, z muzyką skomponowaną przez Mateusza Pospieszalskiego i Jana Pospieszalskiego i wykonaną przez m.in. zespół Voo Voo i Joszka Brodę. Głosów użyczyli m.in. Zofia Merle, Krzysztof Kowalewski, Jan Kobuszewski, Barbara Bursztynowicz, Adam Ferency, Andrzej Marek Grabowski i Jerzy Bończak. Serial powstał na zlecenie TVP i był emitowany w TVP1 kilkakrotnie, a także w TVP2 w paśmie Dwójka dzieciom.

## Fabuła
W małej chałupce pośród ogromnej pierwotnej puszczy żyje sobie leśna rodzina: Tatun, jego żona Mamuna, ich synek Sonek oraz domorosły konstruktor i wynalazca dziadek Lesawik, a opodal na dnie rzeki zaprzyjaźniona rodzina wodna: Topicha, jej córki Chlapy i synek Topek. Pewnego dnia nad osadą zawisa trąba powietrzna, z której wypadają trzy skrzaty – Plonki: Toko, Pinek i Chobołt, oraz duszek Wił pod postacią psa. (Wił jest duchem, który nie ma własnej powłoki cielesnej i występuje pod różnymi postaciami, zmieniając je w zależności od potrzeby). Plonki natychmiast zadomawiają się w gospodarstwie wprowadzając masę zamieszania i bocząc się na Gadającą Kurę, nieodłączną towarzyszkę Mamuny. Wił opowiada o ucieczce z zamku okrutnych rycerzy Marbatów. Korzystając z gościny ukrywa się, przybierając postać dziadka Lesawika, potem Mamuny, a następnie Sonka. Główni bohaterowie, zagrożeni przez Marbatów, muszą bronić siebie i najbliższych, a kolejne przygody rozgrywają się także w zamku złych rycerzy.

## Nagrody
- 1996 – Srebrne Koziołki dla Leszka Marka Gałysza za najlepszy film animowany na Festiwalu Filmów dla Dzieci w Poznaniu.
- 1997 – Nagroda za oprawę plastyczną dla Leszka Marka Gałysza na Festiwalu Filmów dla Dzieci w Poznaniu.

## Film pełnometrażowy
Do fabuły serialu nawiązuje pełnometrażowy film w reżyserii Gałysza pt. Odwrócona góra albo film pod strasznym tytułem z 1999 roku.